# Erica subverticillaris
Erica subverticillaris là một loài thực vật có hoa trong họ Thạch nam. Loài này được Diels ex L.Guthrie & Bolus mô tả khoa học đầu tiên năm 1905.